# Thalpophila pallida
Thalpophila pallida là một loài bướm đêm trong họ Noctuidae.